# Tyłozgryz
Tyłozgryz – wada zgryzu polegająca na dotylnym przesunięciu dolnego łuku zębowego względem górnego. Do tyłozgryzów zaliczane jest także tyłożuchwie.
Charakterystycznymi cechami tyłozgryzu są:
- jako konsekwencja powyższego pierwsze trzonowce ułożone w odwrotnej triadzie (dolne cofnięte względem górnych o połowę ich długości dystalno-mezjalnej – w normalnych warunkach dolne pierwsze trzonowce są wysunięte o połowę ich długości dystalno-mezjalnej),
- brak kontaktu zębów siecznych (zwiększony nagryz poziomy – mniej przy protruzji, bardziej przy retruzji siekaczy szczęki),
- brak triad.

## Podział

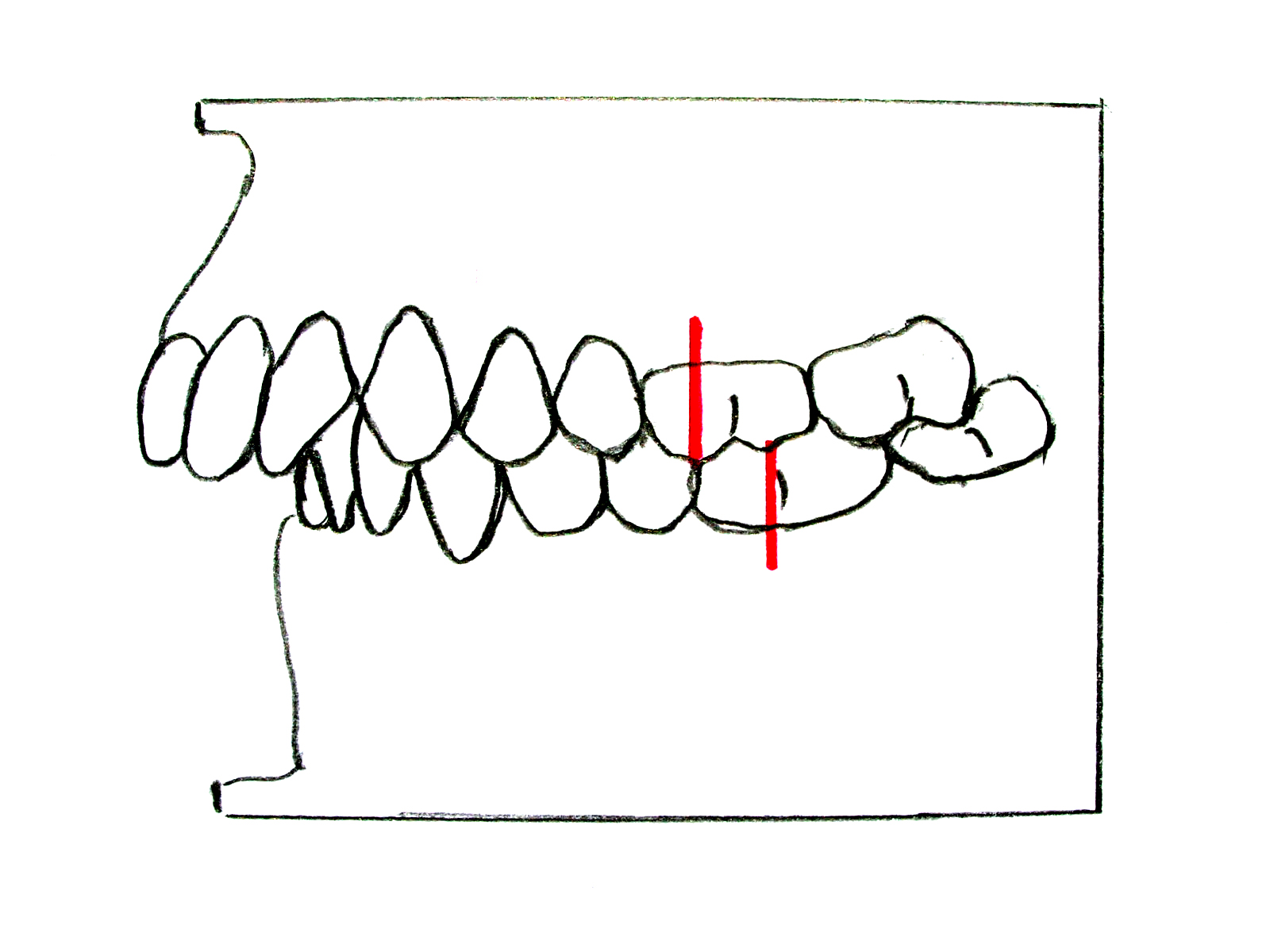
Klasa Angla II grupa 1

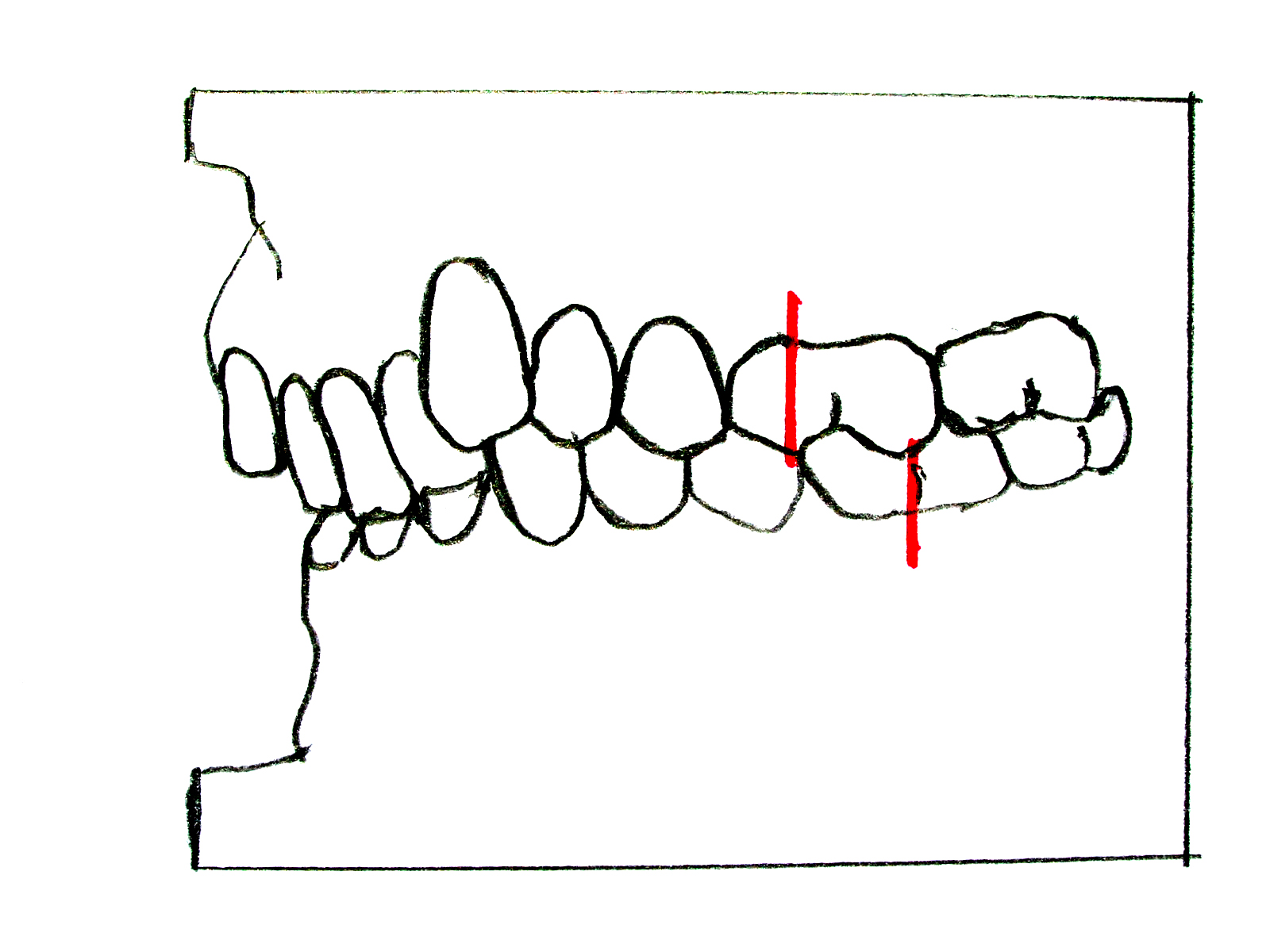
Klasa Angla II grupa 2

Wady dotylne dzielone są na:
1. tyłozgryz
  - tyłozgryz częściowy – cofnięcie lub przechylenie dolnych siekaczy; I klasa Angle'a, II klasa kłowa, w rysach twarzy cofnięcie lub wywinięcie wargi dolnej, pogłębienie bruzdy wargowo-bródkowej;
  - tyłozgryz całkowity – cofnięcie całego łuku dolnego; II klasa Angle'a, II klasa kłowa, w rysach twarzy j.w.;
  - tyłozgryz rzekomy – zwiększony doprzedni wzrost kości szczęk względem kości mózgoczaszki (zwiększenie kąta twarzowego F według Schwarza = kąta SNA); I lub II klasa Angle'a, II klasa kłowa, w rysach twarzy wysunięcie wargi górnej;
2. tyłożuchwie
  - tyłożuchwie czynnościowe – cofnięcie żuchwy bez zmian w jej budowie; II klasa Angle'a, II klasa kłowa, w rysach twarzy cofnięcie wargi dolnej i bródki; test czynnościowy[3] dodatni (poprawiają się i warunku zgryzowe i rysy twarzy);
  - tyłożuchwie morfologiczne (retrogenia) – zahamowanie doprzedniego wzrostu żuchwy; objawy mogą sugerować tyłożuchwie czynnościowe ale test czynnościowy jest ujemny;

## Patogeneza
Tyłozgryz może być spowodowany podobnie jak inne wady zgryzu przez wiele czynników. Głównymi przyczynami występowania tyłozgryzu są:
- dziedziczność,
- krzywica,
- nieprawidłowe leczenie ortodontyczne w dzieciństwie (np. nieprawidłowe ekstrakcje),
- parafunkcje (ssanie palca, oddychanie przez usta).

## Diagnostyka
Diagnozowaniem tyłozgryzu zajmuje się ortodonta wykorzystując do tego celu analizę zgryzu i rysów twarzy z profilu oraz analizę cefalometryczną, którą sporządza na podstawie zdjęcia cefalometrycznego (rodzaj zdjęcia rentgenowskiego) twarzy pacjenta.

## Leczenie
Tyłożuchwie czynnościowe leczy się różnego rodzaju aparatami czynnościowymi oraz wyciągami.
Tyłożuchwie morfologiczne polega na zaburzeniu długości kości żuchwy – zwykle w wyniku wykształcenia zbyt krótkiej kości trzonu żuchwy. Tego typu zaburzenie jest wadą skomplikowaną wymagającą często leczenia chirurgicznego. Leczenie ortodontyczne najczęściej oznacza zastosowanie tzw. kamuflażu ortodontycznego, który polega na usunięciu przedtrzonowców (pierwszych lub drugich) w obu łukach, lecz nie jest to regułą (każdy przypadek powinien być rozważany indywidualnie). Leczenie chirurgiczne polega na wydłużeniu najczęściej trzonu żuchwy (w różnych przypadkach może być wymagana zmiana długości także gałęzi żuchwy). 
Leczenie chirurgiczne prowadzone jest przy współpracy ortodonty i chirurga szczękowo-twarzowego – obaj lekarze planują operację wspólnie i decydują o zmianie długości kości, natomiast przeprowadza ją chirurg. Leczeniem chirurgicznym wad gnatycznych zajmuje się chirurgia ortognatyczna.